# عبد الحميد خميس
عبد الـ حامد خميس هو عداء مسافات طويلة مصري، ولد في 5 أغسطس 1944.

## وصلات خارجية
- عبد الحميد خميس على موقع أوليمبيديا (الإنجليزية)